# AHS (ソフトウェア企業)
株式会社AHS（エー・エイチ・エス、英: AHS Co.Ltd.）は、日本のソフトウェア企業。

## 概要
旧ブランド名は「AH-Software」（エー・エイチ・ソフトウェア）。初代代表取締役は2代目ライブドアのソフトウェア事業部出身である尾形友秀が務めた。現在の代表取締役兼CTOはフア・カンルで、Synthesizer VやVOICEPEAKを開発したDreamtonics代表取締役を兼任。
ユーティリティー系のパソコンソフトを主に扱っているが2009年12月4日にはVOCALOID2を使用した歌唱音声合成ソフトウェア3種とAITalkを元にしたVOICEROIDの読み上げ音声合成ソフトウェア2種を発売し、日本では3社目、世界では5社目のVOCALOID参入企業となった。
2020年には、Synthesizer Vの販売も開始し2021年にはCeVIO AIライブラリ、2022年にはVOICEPEAKと、音声合成ソフトウェアメーカーの地位を確立しつつある。
「AHS公式生放送」と言うタイトルの生放送番組をYouTubeにて月に一度のペースで配信を行なっている。

## 沿革
- 2005年 - アーティストハウスホールディングスの100％出資で「アーティストハウス・ソリューションズ」（略称：AH-S）として設立。
- 2006年 - MBOにより独立。アーティストハウスグループから離脱する。
- 2007年 - 「株式会社AHS」に社名変更。

## 主なソフトウェア
- Cloneシリーズ「CloneCD」「CloneDVD」 - ElaborateBytes社/SlySoft社のディスクリッピング・コピーツール。
- frimo - SourceTek Software社のFlash作成ソフトウェア。
- Motion Decompiler - SourceTek Software社のFlash解析ソフトウェア。
- Music Maker / jamバンド - ドイツ・MAGIX社のDAW。後者はそれに日本独自の特典をつけたもの[注 1]。
- CrazyTalk（英語版） - Reallusion（英語版）社による顔アニメーションソフトウェア[注 2][1]。
- Sound PooL - MAGIX社の Music Maker 用著作権フリーオーディオ素材集。
- Movie Pro - MAGIX社の動画編集ソフトウェア[注 1]
- キャラミんStudio - 手持ちの音楽ファイルを読み込み、キャラクターを自動で踊らせるミュージックビデオ作成ソフトウェア。
- Recotte Studio - 手軽でありながら本格的な実況動画作成を行うことができる実況動画作成ソフトウェア。
- VOICEROID - エーアイの音声合成エンジン「AITalk」を使った読み上げ用音声合成ソフト。
  - 月読ショウタ
  - 月読アイ
  - 秘密結社鷹の爪 吉田くん
  - VOICEROID+ 民安ともえ
  - VOICEROID+ 結月ゆかり[注 3]
  - VOICEROID+ 東北ずん子[注 4]
  - VOICEROID+ 琴葉茜・葵
  - VOICEROID+ 水奈瀬コウ EX
  - VOICEROID+ 京町セイカ EX
  - VOICEROID+ 東北きりたん EX[注 4]
  - VOICEROID2 紲星あかり[注 3]
  - VOICEROID2 桜乃そら
  - VOICEROID2 東北イタコ[注 4]
  - VOICEROID2 ついなちゃん
  - VOICEROID2 伊織弓鶴
- VOCALOID - YAMAHAのエンジン「VOCALOID2」「VOCALOID3」「VOCALOID4」「VOCALOID5」を使った歌唱用音声合成ソフト。
  - SF-A2 開発コード miki
  - 歌愛ユキ
  - 氷山キヨテル
  - 猫村いろは
  - 結月ゆかり[注 3]
  - 東北ずん子[注 4]
  - 紲星あかり[注 3]
  - 桜乃そら
- Synthesizer V - Dreamtonics社が開発した歌唱用音声合成ソフト。
  - Synthesizer V Studio Pro
  - 琴葉茜・葵（Standard）
  - 小春六花（AI/Standard）[注 5][2][3]
  - 弦巻マキ（AI/Standard［日本語／英語］）[3]
  - ついなちゃん（AI/Standard）
  - 京町セイカ（AI/Standard）
  - 夏色花梨（AI）
  - 花隈千冬（AI）
  - 重音テト（AI）
  - 桜乃そら（AI）
  - フリモメン（AI）
  - 氷山キヨテル（AI）
  - miki（AI）
  - 宮舞モカ（AI）
  - ゲンブ（Standard）（Animen社）
  - Saki（AI/Standard）（Dreamtonics社）
  - Ryo（AI）（Dreamtonics社）
  - Kevin（AI）（Dreamtonics社）
  - Yuma（AI）（Dreamtonics社）
  - Natalie（AI）（Dreamtonics社）
  - Qing Su（AI）（Dreamtonics社）
  - Mo Chen（AI）（Dreamtonics社）
  - An Xiao（AI）（Dreamtonics社）
  - Feng Yi（AI）（Dreamtonics社）
  - Ninezero（AI）（Dreamtonics社）
  - Ritchy（AI）（Dreamtonics社）
  - D-Lin（AI）（Dreamtonics社）
  - Eri（AI）（Dreamtonics社）
  - Sheena（AI）（Dreamtonics社）
  - Hayden（AI）（Dreamtonics社）
- CeVIO AI - CeVIOプロジェクト（テクノスピーチ社等）が開発した歌唱用音声合成ソフト。
  - CeVIO AI 東北きりたん ソングボイス
  - CeVIO AI 小春六花 トークボイス[注 5][2][3]
  - CeVIO AI 弦巻マキ トークボイス［日本語／英語］[3]
  - CeVIO AI 夏色花梨 トークボイス
  - CeVIO AI 東北ずん子 ソングボイス
  - CeVIO AI 東北イタコ ソングボイス
  - CeVIO AI 花隈千冬 トークボイス
- exVOICE - 商用利用及び業務利用可能な音声素材集
  - 結月ゆかり
  - 紲星あかり
- ぴた声 - 商用利用及び業務利用可能な音声素材集
  - 彩澄しゅお
  - 彩澄りりせ
  - 御手師マリー
  - フリモメン
  - ついなちゃん
  - 京町セイカ
  - 若い男性
  - 若い女性
  - おじいさん
  - おばあさん
  - 咲ちゃん
  - 後鬼
  - 小林コタロー
- VOICEPEAK - Dreamtonics社の音声合成エンジン「Syllaflow」を使った読み上げ用音声合成ソフト。
  - VOICEPEAK 商用可能 6ナレーターセット
  - VOICEPEAK 商用可能 ナレーター
  - VOICEPEAK 東北ずん子
  - VOICEPEAK 彩澄しゅお
  - VOICEPEAK 彩澄りりせ
  - VOICEPEAK フリモメン
  - VOICEPEAK 邪神ちゃん
  - VOICEPEAK 東北きりたん
  - VOICEPEAK 小春六花
  - VOICEPEAK 桜乃そら
  - VOICEPEAK 京町セイカ
  - VOICEPEAK 東北イタコ
  - VOICEPEAK 弦巻マキ
  - VOICEPEAK 宮舞モカ
  - VOICEPEAK 水奈瀬コウ
  - VOICEPEAK 大江戸ちゃんこ